# Acapiata dilatata
Acapiata dilatata är en skalbaggsart som beskrevs av Maria Helena M. Galileo och Martins 2005. Acapiata dilatata ingår i släktet Acapiata och familjen långhorningar. Inga underarter finns listade i Catalogue of Life.